# Atriplex amboensis
Atriplex amboensis är en amarantväxtart som beskrevs av Schinz. Atriplex amboensis ingår i släktet fetmållor, och familjen amarantväxter. Inga underarter finns listade i Catalogue of Life.